# Ахтинский
Ахтинский — посёлок в Куйтунском районе Иркутской области России. Входит в состав Иркутского муниципального образования.

## География
Находится примерно в 193 км к западу от районного центра.

## Население
| 2002 | 2010 | 2011 | 2012 |
| ---- | ---- | ---- | ---- |
| 212  | ↘137 | ↘136 | ↘124 |

По данным Всероссийской переписи, в 2010 году в посёлке проживало 137 человек (66 мужчин и 71 женщина).